# Moclinejo
Moclinejo est une commune de la province de Malaga dans la communauté autonome d'Andalousie en Espagne.

## Géographie
Elle est située à environ 17 kilomètres de Malaga et 558 kilomètres de Madrid. 

## Démographie
| 1991  | 1996  | 2001  | 2004  | 2005  | 2012  |
| ----- | ----- | ----- | ----- | ----- | ----- |
| 1 075 | 1 021 | 1 104 | 1 147 | 1 194 | 1 295 |